# 清议报

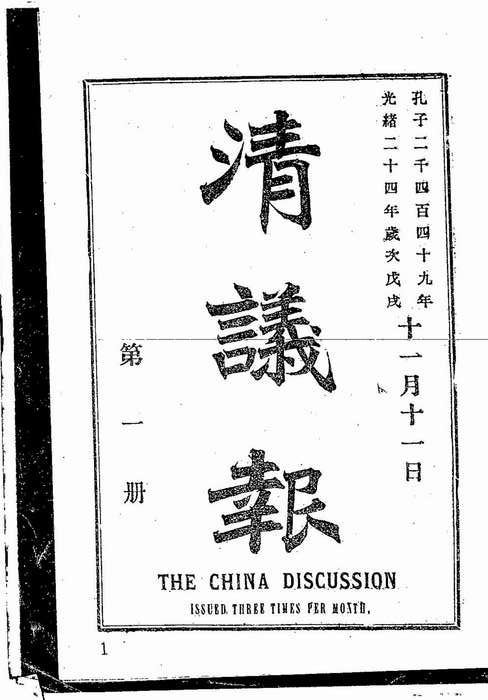
类型 政论机关刊物
版式 旬报
持有者	冯镜如
主办者	梁启超
编辑 麦孟华和欧榘甲
创刊日	1898年12月23日(光绪二十四年）
停刊日	1901年12月21日(光绪二十七年）
语言 中文（繁体）
总部 日本横滨
发行量 100期
《清議報》是保皇會在日本籌辦的第份一機關刊物，先後設有支那人論說、日本及泰西人論說、支那近事、萬國近事、支那哲學、政治小說等欄目。

《清议报》，戊戌变法失败后，梁啟超等维新人士于1898年12月23日在日本横滨创办的旬刊。后来被认为是戊戌政变后康、梁在海外所创的第一个舆论机关。旅日侨商冯镜如为出资人和发行人，梁啟超为实际主持者，麦孟华和欧榘甲辅助。
《清议报》出满一百册后，梁啟超撰文概括该报特色：一曰“倡民权”，二曰“衍公理”，三曰“明朝局”，四曰“厉国耻”。并指出：“此四者，实惟我《清议报》之脉络神髓；一言以蔽之，曰：广民智、振民气而已。”
1901年12月21日，《清议报》發行第100期，梁啟超发表《本馆第一百册祝辞并论报馆之责任及本馆之经历》。为表示纪念，这一期改为特大号。结果特大号刚刚出版，报馆遇到火灾而被迫停刊。